# عبد الله حبيب
عبد الله حبيب كاتب وشاعر وسينمائي عماني تم اعتقاله من قبل السطات الأمنية في بلده بسبب مواقفه السياسية وكتاباته. وفي تاريخ 2 أبريل 2018 أيدت محكمة الإستئناف الحكم الصادر لعبد الله حبيب بالسجن 3 سنوات بتهمة إعابة نقد الذات الإلهية ونقد الأديان.

## الأعمال
صدر له العديد من الكتب منها:
- صور معلقة على الليل: محاولات في السينما والشعر والسرد.إصدار داخلي من المجمع الثقافي،ابو ظبي،1993
- قشة البحر: في سرد بعض ما يتشبث. مطبعة الألوان الحديثة.مسقط، 1994
- ليلميات. دار الجديد، بيروت،1994
- فراق بعد حتوف. المؤسسة العربية للدراسات والنشر، بيروت، 2004
- تشظيات أشكال ومضامين. مؤسسة الانتشار العربي، بيروت،2009
- رحيل، مؤسسة الانتشار العربي، بيروت،2009
- مساءلات سينمائية، مؤسسة الانتشار العربي، بيروت،2009
- ملاحظات في السينماتوغرافيا، لروبير بريسون (ترجمة)، المؤسسة العامة للسينما، دمشق، 1998

## أعمال سينمائية
له العديد من الأفلام القصيرة منها:
- 16 ملم، ابيض واسود
- حلم
- شاعر
- رؤيا
- تمثال
- هذا ليس غليونا